# Slottsgatan, Åbo

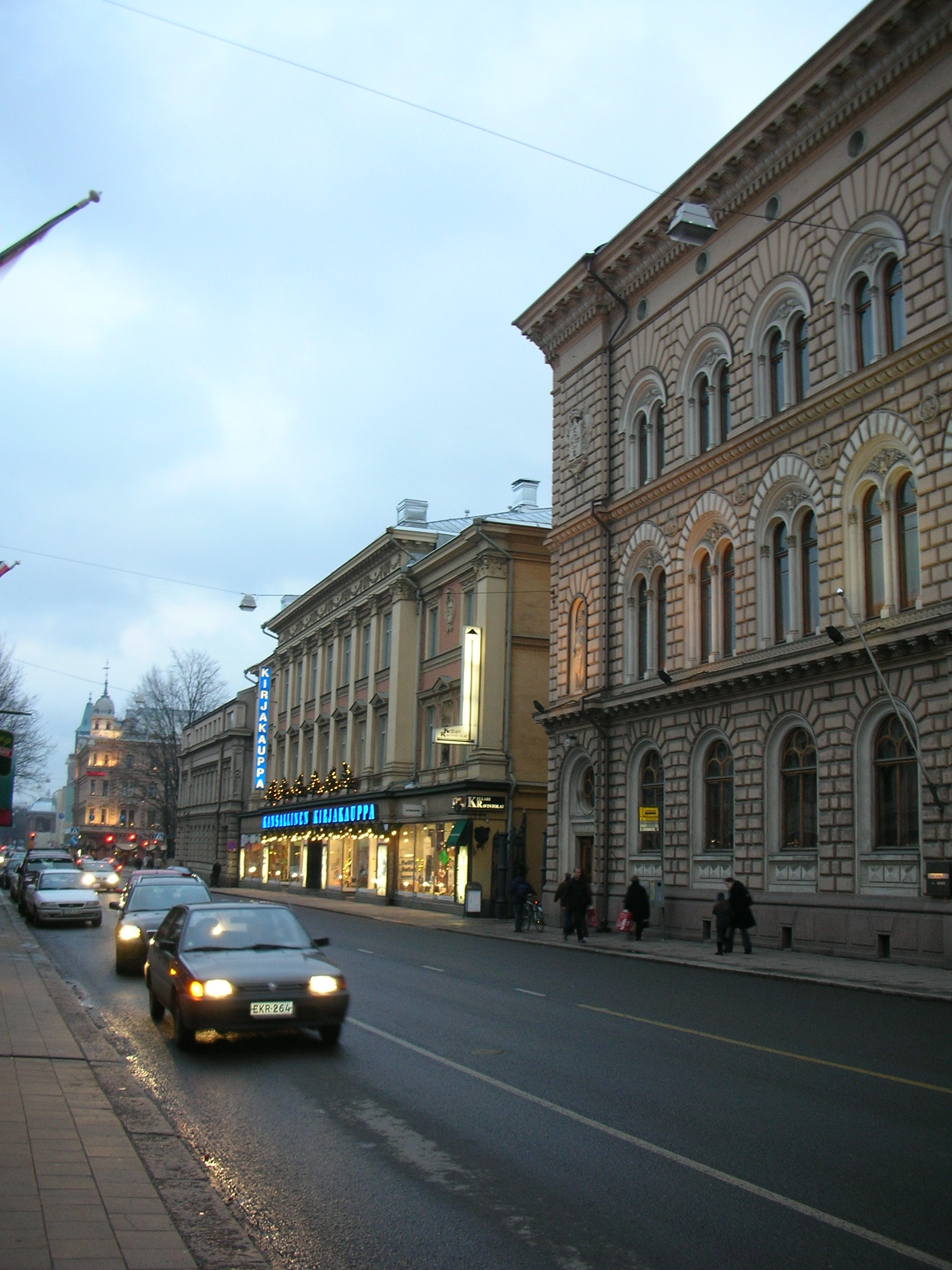
Slottsgatan i Åbo. Längst bort till höger skymtar domkyrkan.

Slottsgatan, fi. Linnankatu, är en gata i centrala Åbo. Gatan sträcker sig från Aningaisgatan till Hamngatan i Åbo hamn och är därmed med sina 3 717 meter stadens längsta gata. En av de mest kända sevärdheterna i staden, Åbo slott, ligger vid Slottsgatan, strax före hamnen.

## Historia
Gatan planerades på 1600- eller 1700-talet. Den fungerade som huvudgata till slottet och dess första del kallades då Drottninggatan.

## Byggnader
- Ingmanska huset (Slottsgatan 3)
- Åbo stadsbiblioteks huvudbibliotek
- Åbo saluhall
- Stentryckeriet (Åbo), med Linnateatteris scen.
- Åbo vandrarhem
- Repslageriet (Åbo)
- Sigyn-salen
- Forum Marinum
- Åbo Energi
- Åbo slott